# Drapelul Poloniei
Drapelul Poloniei constă din două benzi orizontale egale ca lățime, cea de deasupra fiind albă și cea de dedesubt roșie. Cele două culori sunt definite în Constituția Poloniei drept culori naționale. Varianta drapelului cu stema națională în mijlocul benzii albe este rezervată prin lege pentru utilizarea în străinătate și pe mare. Un drapel similar cu coadă de rândunică este pavilion pentru navele poloneze.
Albul și roșul au fost adoptate oficial drept culori naționale în 1831. Ele au origine heraldică și provin din smalțurile heraldice (metale și culori) ale stemelor celor două națiuni constituente ale Uniunii Polono-Lituaniene, respectiv vulturul alb al Poloniei și urmăritorul Marelui Ducat al Lituaniei, un cavaler alb călare pe un cal alb, ambii pe scut roșu. Anterior, soldații polonezi purtau cocarde cu diverse combinații de culori. Drapelul național a fost adoptat oficial în 1919. Din 2004, Ziua Drapelului se sărbătorește în Polonia la 2 Mai.
Drapelul este arborat permanent pe clădirile autorităților naționale superioare, cum ar fi parlamentul și palatul prezidențial. Alte instituții, și mulți polonezi, arborează drapelul național de sărbătorile naționale și cu alte ocazii speciale de importanță națională. Legea poloneză actuală nu restricționează utilizarea drapelului național fără stemă atâta vreme cât ea este făcută cu respectul cuvenit unui simbol național.
Bicolorul orizontal alb-roșu este un model de largă răspândire și deci există și alte drapele similare dar fără legătură cu cel polonez. Există două drapele naționale cu banda roșie deasupra celei albe: cel al Indoneziei și cel al Principatului Monaco. În Polonia, se utilizează multe drapele de anvergură locală cu design bazat pe cel național și cu aceleași culori.

## Design

Dispunerea orizontală și verticală a culorilor Poloniei

### Izvoare legale
Culorile și drapelele Republicii Polone sunt descrise în două documente legale: Constituția Poloniei din 1997, și Legea Stemei, Culorilor, Imnului și Sigiliului de Stat ale Republicii Polone (Ustawa o godle, barwach i hymnie Rzeczypospolitej Polskiej oraz o pieczęciach państwowych) din 1980 cu amendamentele ulterioare (denumită de aici înainte „Legea Stemei”).
Legislația privind simbolurile naționale este departe de a fi perfectă. Legea Stemei a fost modificată de mai multe ori și face adesea referire la unele ordonanțe executive, dintre care o parte nici nu au fost emise vreodată. Mai mult, legea conține erori, omisiuni și inconsistențe care o fac să fie derutantă, deschisă interpretărilor și adesea nerespectată în practică.

### Culorile naționale
| Culoare                              | Culoare | x     | y     | Y    | ΔE  |
| ------------------------------------ | ------- | ----- | ----- | ---- | --- |
|                                      | Alb     | 0,315 | 0,320 | 82,0 | 4,0 |
|                                      | Roșu    | 0,570 | 0,305 | 16,0 | 8,0 |
| Iluminant C, geometria măsurării d/0 |         |       |       |      |     |

Conform Capitolului I, Articolul 28, paragraful 2 din Constituție, culorile naționale ale Poloniei sunt alb și roșu. Legea Stemei, Articolul 4, specifică mai mult: culorile sunt alb și roșu în două benzi orizontale și paralele de lățimi egale, dintre care cea de deasupra este albă, iar cea de dedesubt este roșie. Dacă aceste culori sunt afișate vertical, banda albă se plasează la stânga din punctul de vedere al privitorului. Anexa 2 la Lege arată culorile naționale în aliniere orizontală și verticală, precum și nuanțele exprimate sub formă de coordonate în spațiul de culoare CIE xyY (CIE 1931) cu diferențele de culoare (ΔE) tolerate specificate în spațiul de culoare CIE 1976 (L*, u*, v*) (CIELUV).

### Variante ale drapelului național

Foaie schematică neoficială a drapelului cu stemă, pe baza specificațiilor legii poloneze

Constituția nu menționează drapelul național. El este definit de Legea Stemei, care specifică două variante: drapelul național al Republicii Polone (flaga państwowa Rzeczypospolitej Polskiej) și drapelul național cu stema Republicii Polone (flaga państwowa z godłem Rzeczypospolitej Polskiej). Ambele sunt definite în Articolul 6 după cum urmează:
„
1. Drapelul de stat al Republicii Polone este o pânză dreptunghiulară în culorile Republicii Polone, înălțată pe o lance.
2. Drapel de stat al Republicii Polone este și drapelul specificat la paragraful 1, cu stema Republicii Polone plasată în mijlocul benzii albe.”

Raportul de aspect pentru ambele drapele este 5:8. Pentru al doilea drapel, proporția dintre scutul stemei și latura lăncii este de 2:5. Imagini ale ambelor variante de drapel sunt afișate în anexa 3 a Legii Stemei.

## Utilizarea

### Respectarea drapelului
Conform legii poloneze, tratarea simbolurilor naționale, inclusiv a drapelului, „cu reverență și respect” este „dreptul și obligația” fiecărui cetățean polonez și a tuturor organelor, instituțiilor și organizațiilor statului. Lipsa publică de respect, distrugerea sau înlăturarea intenționată a drapelului constituie contravenție și se pedepsește cu amendă, muncă în folosul comunității sau, în cazuri grave, cu maxim un an de închisoare. Statisticile oficiale arată că infracțiunile împotriva simbolurilor naționale sunt rare: 43 de astfel de infracțiuni în 2003 și 96 în 2004 au constituit mai puțin de 0,001% din totalul infracțiunilor înregistrate în Polonia în acești ani. Alte încălcări ale legislației drapelului național constituie infracțiuni, și se pedepsesc cu amendă sau până la o lună de închisoare.

### Dreptul și obligația de a arbora drapelul
Conform Legii Stemei, oricine poate utiliza drapelul Poloniei, mai ales la evenimente naționale și culturale, atâta vreme cât o face într-o manieră respectuoasă. Această libertate în ce privește utilizarea culorilor naționale este o noutate. Până în 2004, cetățenii polonezi aveau dreptul de a arbora drapelul național doar în zilele de sărbătoare națională. Arborarea drapelului cu stema se putea solda, între 1955 și 1985, cu amendă sau cu arestarea pe timp de până la un an. După 1985, utilizarea neautorizată a simbolurilor naționale a devenit infracțiune. O posibilă explicație pentru asemenea măsuri restrictive este faptul că sărbătoarea oficială de 1 Mai era la doar două zile distanță de vechea (și actuala) zi națională a Poloniei, aniversarea semnării Constituției din 3 mai. Arborarea drapelului la 1 mai era acceptabilă, dar pe parcursul zilei următoare drapelul trebuia obligatoriu coborât și ascuns.
Această restricție, ca și monopolul statului asupra utilizării simbolurilor naționale în timpul regimului comunist au făcut din arborarea drapelului un simbol al rezistenței împotriva dictaturii. A devenit un obicei – și încă mai este – ca muncitorii să arboreze drapele poloneze pe clădirile fabricilor atunci când intră în grevă. Din acest motiv, drapelul Poloniei, ca simbol al patriotismului și rezistenței anticomuniste, face parte din logoul sindicatului Solidaritatea.

#### Drapelul fără stemă

Drapel fără stemă

Organizațiile obligate prin lege să arboreze drapelul național fără stemă pe clădirea oficială sunt:
- Sejmul (camera inferioară a parlamentului);
- Senatul (camera superioară a parlamentului);
- Președintele Poloniei;
- Consiliul de Miniștri (Guvernul) și președintele consiliului de miniștri (primul ministru);
- legislativele locale – doar în timpul sesiunilor;
- alte organe locale și guvernamentale – doar în zilele de sărbătoare națională.

În plus, drapelul național fără stemă este utilizat ca pavilion în navigația fluvială.

#### Drapelul cu stemă

Drapel cu stemă

Interdicția utilizării drapelului fără stemă a fost ridicată, dar utilizarea celui cu stemă este supusă unor restricții. Acest drapel trebuie arborat doar:
- deasupra sau în fața ambasadelor, consulatelor și altor misiuni diplomatice ale Poloniei în străinătate, precum și la reședințele consulilor și ambasadorilor Poloniei și pe vehiculele acestora;
- la aeroporturile și heliporturile civile (pavilion aerian civil);
- pe avioanele civile – doar în timpul zborurilor internaționale;
- pe clădirile autorităților portuare;
- ca pavilion comercial civil.[2]

În practică, însă, această restricție este adesea ignorată și cele două drapele – cel cu și cel fără stemă – sunt interschimbabile. Varianta cu stemă este în mod deosebit utilizată în străinătate, de diaspora poloneză, în special în Statele Unite.

### Zilele arborării drapelului

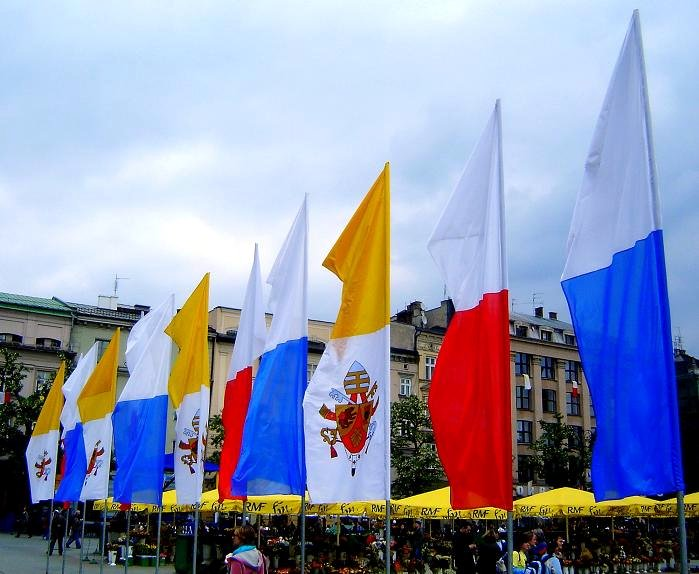
Drapelele polonez (alb-roșu), papal (galben-alb) și al Cracoviei (alb-albastru) în Piața Mare din Cracovia în timpul vizitei Papei Benedict al XVI-lea în Polonia la 27 mai 2006.

Organele de stat naționale sau locale sunt obligate prin lege, iar și alte instituții și organizații private, precum și cetățenii, sunt încurajați să arboreze drapelul național în următoarele zile:
- 1 mai – fosta Zi a Muncii;
- 2 mai – Ziua Drapelului Național al Poloniei;
- 3 mai – Ziua Constituției;
- 11 noiembrie – Ziua Independenței.[3]

Ziua Drapelului Național (oficial denumită „Ziua Drapelului Republicii Polone”, Dzień Flagi Rzeczypospolitej Polskiej) a fost instituită în 2004 în ziua de 2 mai. Scopul ei este acela de a-i învăța pe polonezi istoria și semnificația simbolurilor naționale. Data a fost aleasă pentru a coincide cu sărbătoarea diasporei poloneze și a Senatului din 2 mai. Mai există și alt motiv istoric pentru alegerea acestei zile: în regimul comunist, 2 mai era ziua în care drapelele naționale arborate de 1 mai trebuiau înlăturate rapid înainte de Ziua Constituției (3 mai), sărbătoare interzisă de autorități.
Odată cu reintroducerea Zilei Constituției în 1990
și apoi după instaurarea Zilei Drapelului, drapelul Poloniei se arborează permanent în primele trei zile ale lunii mai. Spre deosebire de 1 Mai și de Ziua Constituției, Ziua Drapelului nu este sărbătoare legală,
deși este o practică frecventă ca mulți polonezi să ia o zi de concediu-punte pentru a lega cele două sărbători între ele.
Alte zile în care drapelul polonez se arborează adesea pe clădiri oficiale:
- 5 și 9 mai – sărbători europene, împreună cu drapelul Uniunii Europene;
- 15 august – Ziua Forțelor Armate (în special în unitățile militare și la Mormântul Soldatului Necunoscut)
- 27 septembrie – Ziua Statului Secret.[3]

Drapelul se arborează și la evenimentele sportive, cum ar fi Campionatele Mondiale de Fotbal, dacă participă sportivi polonezi; și în timpul vizitelor oficiale ale unor personalități importante, în special ale Papei. În timpul vizitei Papei, the national flag se arborează de regulă împreună cu cel alb-galben papal. Arborarea drapelului la sărbători personale, cum ar fi aniversări sau nunți, nu se practică.
Conform sondajelor, circa un polonez din trei declară că au în posesie un drapel polonez, și circa unul din patru îl arborează la sărbătorile naționale. Astfel de manifestări publice de patriotism sunt mult mai frecvente în vestul Poloniei, în special în Polonia Mare, decât în alte părți ale țării.

## Protocolul drapelului

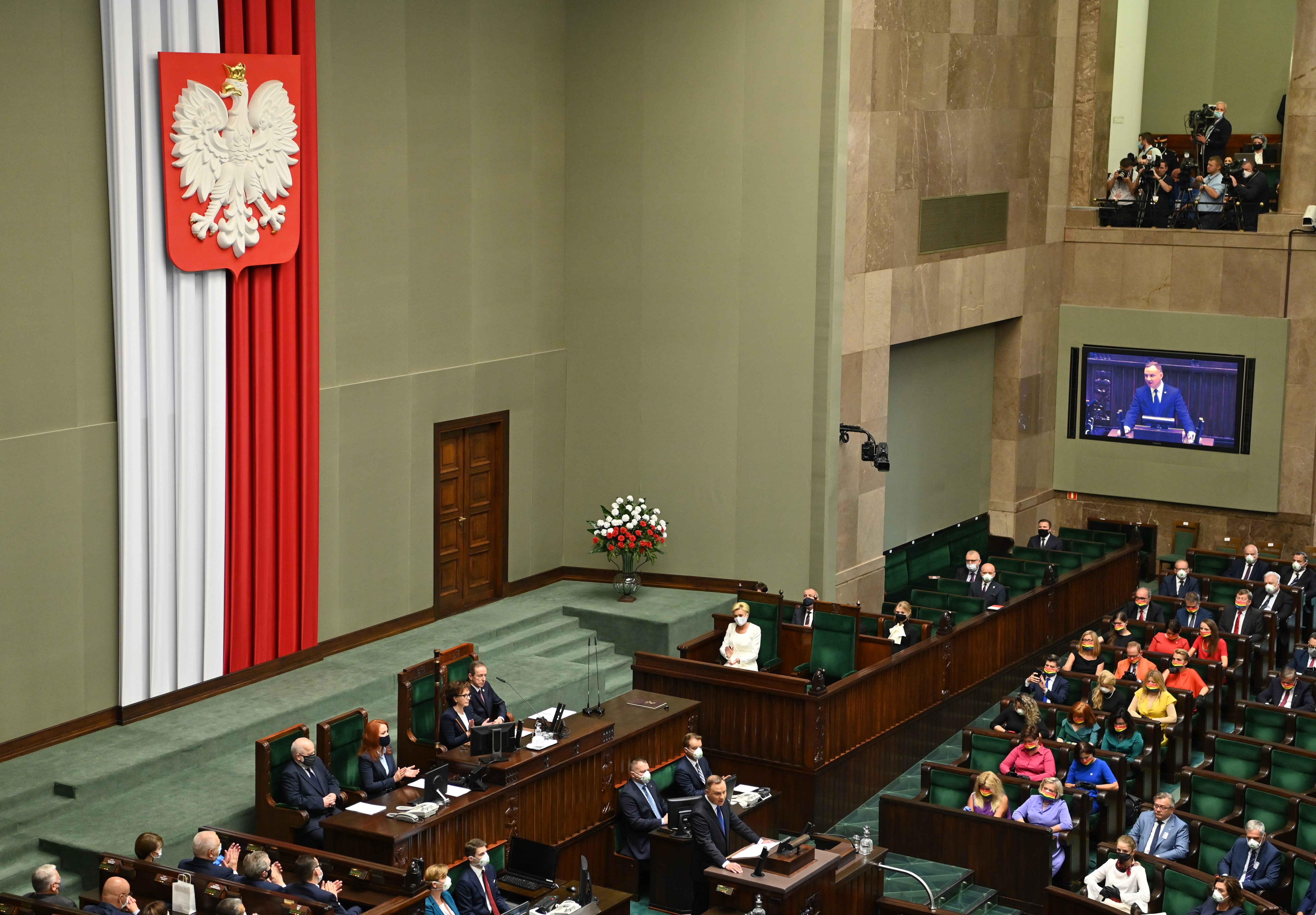
Interiorul sălii Sejmului, exemplu de aranjare pe verticală a culorilor naționale ale Poloniei

În Polonia, drapelul se folosește în conformitate cu unele cutume, mai degrabă decât conform unui protocol scris. În afara obligației de a trata drapelul cu respectul cuvenit, legea nu oferă un cod detaliat de utilizare corectă a drapelului național. Unele organizații și instituții publice, cum ar fi Institutul Heraldic și Vexilological și Camera Supremă de Control au avansat unele propuneri de protocol, pe baza cutumei și pe baza protocoalelor folosite de alte țări, cum ar fi India și Statele Unite. Aceste îndrumări nu au însă caracter obligatoriu.
Prin tradiție, drapelul național este rezervat scopurilor informative și festive. Un unic exemplar al drapelului plasat în fața sau deasupra unei clădiri oficiale îi indică acest statut. Mai multe drapele, pe de altă parte, se utilizează de regulă pentru a decora clădirile publice și private la ocazii speciale, cum ar fi sărbătorile naționale.
În heraldica poloneză, smalțul ornamentului stemei are prioritate în raport cu cel al câmpului. În cazul culorilor naționale ale Poloniei, albul, culoarea acvilei albe, trebuie plasată întotdeauna într-o poziție mai de cinste față de roșu, culoarea câmpului stemei Poloniei. În aliniamentul orizontal, cel mai frecvent, aceasta înseamnă că banda albă trebuie să stea deasupra celei roșii. Dacă aliniamentul este vertical, banda albă trebuie să stea la stânga din punctul de vedere al privitorului. Dacă drapelul este arborat vertical deasupra unei străzi, banda albă trebuie să fie la stânga atunci când este privit în direcția în care cresc numerele caselor. Dacă acoperă un sicriu, albul trebuie să stea deasupra inimii.
Drapelul se arborează înainte de 8 a.m. și se coboară la apusul soarelui, iar dacă se arborează pe timp de noapte, trebuie iluminat. La o înalțare ceremonială a drapelului, se intonează imnul național astfel încât durata sa să se suprapună peste procesul de înălțare a drapelului. Civilii își arată respectul printr-o poziție demnă; bărbații își descoperă capetele. Membrii organizațiilor cu uniformă stau în poziție de drepți; dacă uniforma cuprinde chipiu, atunci ei salută cu două degete. Purtătorii drapelelor de regimente își coboară drapelele lor în fața celui național. (Vezi video)

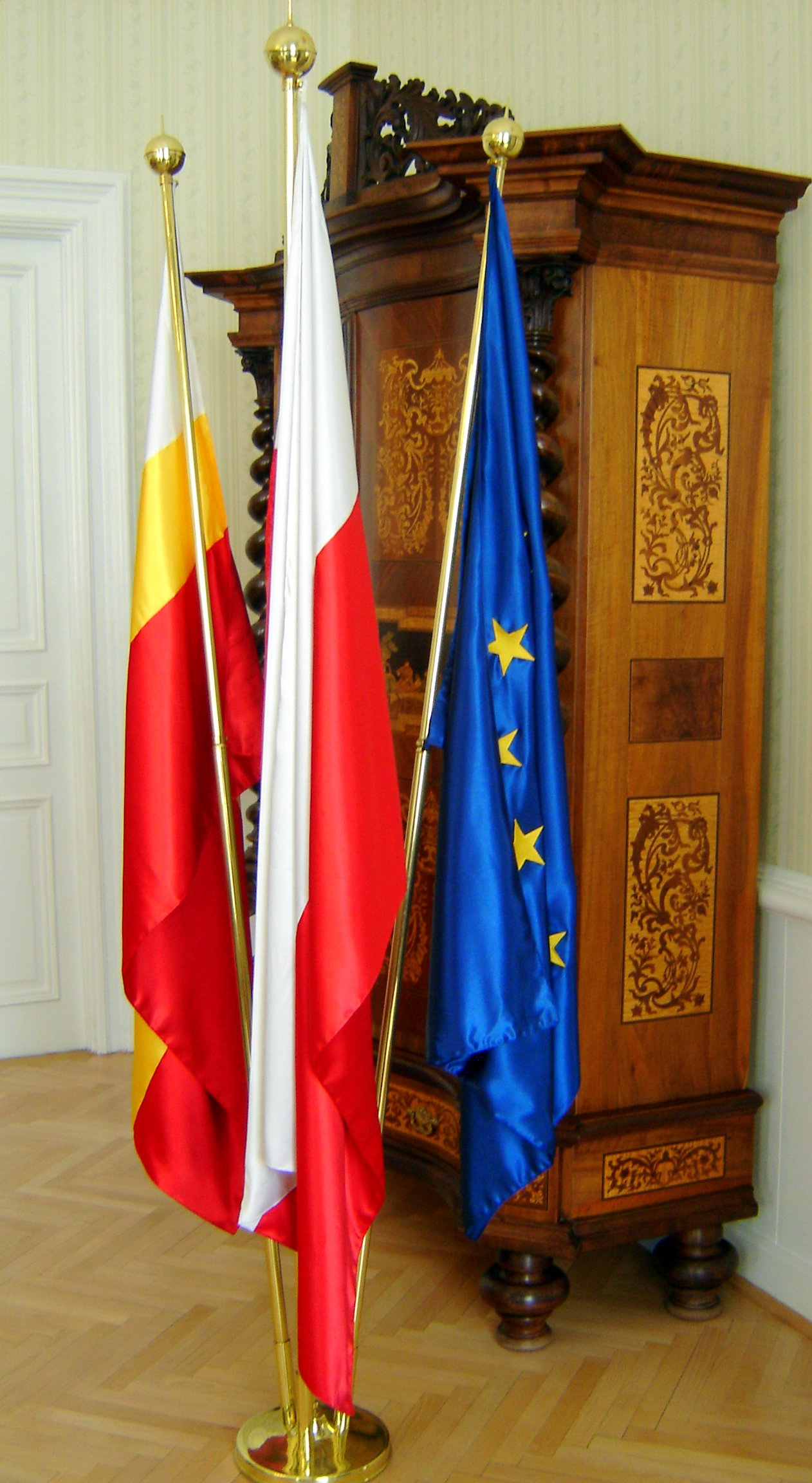
Exemplu de expunere în interior a drapelului Poloniei (centru) împreună cu alte drapele: cel al voievodatului Polonia Mică (stânga) și cel al Uniunii Europene (dreapta)

Conform standardelor general acceptate de respect, drapelul național nu trebuie coborât în fața niciunei persoane. Trebuie avută grijă ca acesta să nu atingă solul, podeaua sau apa de sub el. Trebuie asigurat împotriva ruperii sau căderii la pământ și nu trebuie arborat la exterior pe timp de ploaie, furtună sau vânt puternic. Drapelul nu trebuie arborat dacă este murdar, rupt sau cu culorile șterse. Când nu mai este într-o stare utilizabilă, el trebuie distrus într-o manieră demnă, de preferință prin tăiere în două cu separarea culorilor și apoi ardere a fragmentelor monocolore obținute.
Când se arborează alături de alte drapele, cel polonez trebuie înălțat primul și coborât ultimul. Fiecare drapel trebuie arborat de un catarg diferit, dar de aceeași înălțime, drapelul polonez trebuind însă să poziția cea mai de cinste. Aceasta înseamnă că dacă numărul total de drapele este par, drapelul polonez trebuie arborat la dreapta față de celelalte. Dacă numărul total al drapelelor este impar, el trebuie plasat la mijloc. Altfel, se pot pune două drapele poloneze, câte unul la fiecare capăt al șirului. Ordinea de rang a drapelelor este după cum urmează:
- drapelul Poloniei,
- drapelele naționale ale altor țări (în ordine alfabetică),
- drapelele voievodatelor,
- drapelele powiatelor,
- drapelele comunelor,
- drapelul european,
- drapelele organizațiilor interne,
- drapelele organizațiilor internaționale,
- drapelele serviciilor public,
- drapelele companiilor,
- alte drapele.[17]

Președintele poate anunța o perioadă de doliu național. În acea perioadă, drapelele se înalță în bernă, la jumătatea catargului. Dacă un drapel este arborat de un stâlp de lemn, și nu de un catarg, se atașează o panglică neagră în semn de doliu, sau în stânga drapelului se arborează și un alt drapel negru.

## Istorie

### Stindardul regal

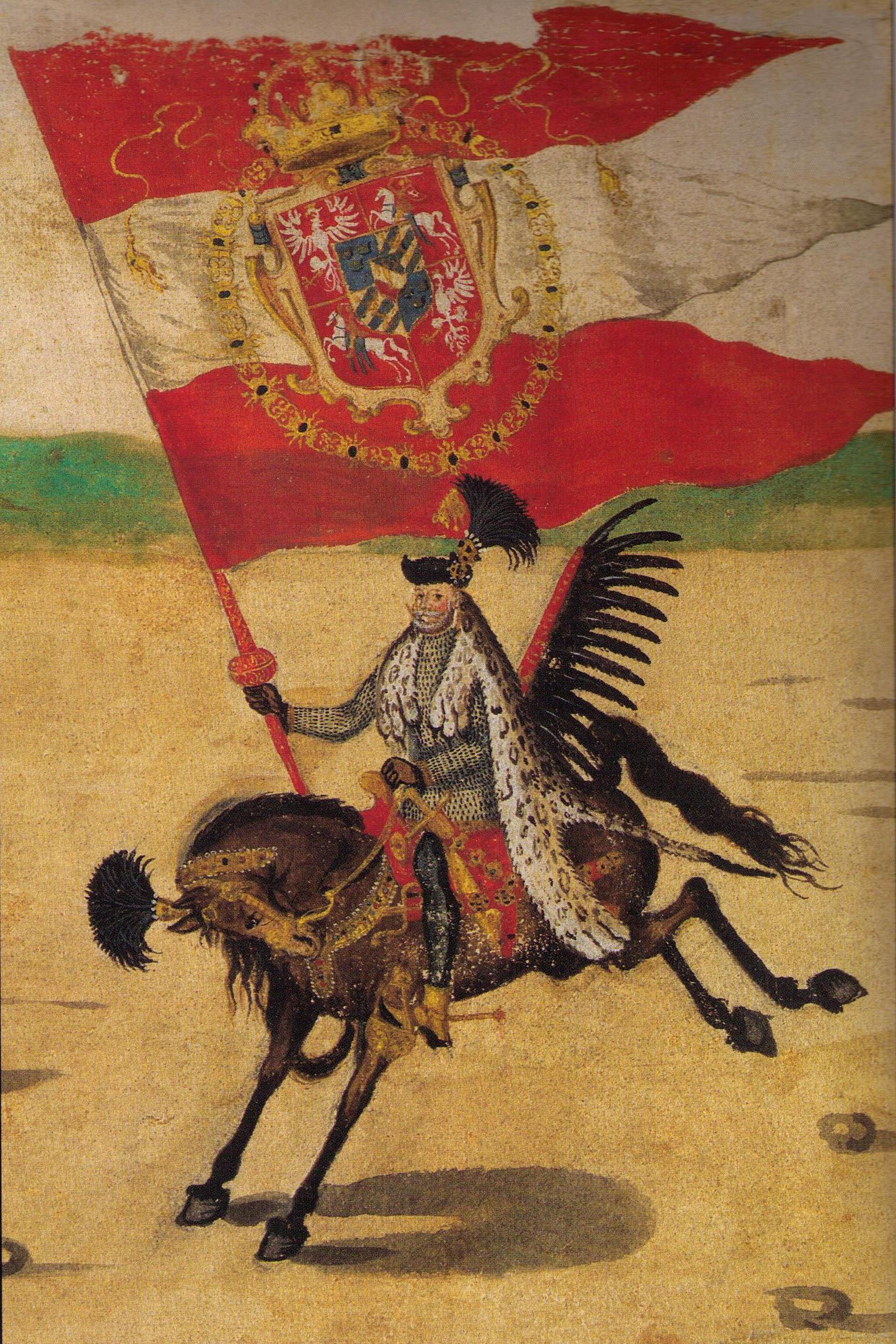
Stanisław Sobieski, Mare Stegar al Coroanei Polone, purtând stindardul în dublă coadă de rândunică cu benzi albe și roșii al regelui Sigismund al III-lea, împodobit cu o stemă ce combină simboluri heraldice ale Poloniei, Lituaniei, Suediei și Casei de Vasa (circa 1605)

Primele vexiloide utilizate în Polonia erau denumite stanice și se asemănau probabil vexillumului roman, adică o pânză arborată vertical de un drug orizontal atașat unei hampe de lemn sau sulițe. Ele serveau atât drept simboluri militare, cât și drept simboluri religioase încă din secolul al X-lea. După creștinarea Poloniei în 966, aceste stanice au fost probabil modificate înlocuind simbolurile păgâne cu simboluri creștine. Stindardul regal datează din vremea domniei regelui Boleslaus cel Generos (domnie 1076–1079), dar numai în timpul domniei lui Vladislaus the Elbow-High (r. 1320–1333) s-a stabilit modelul cu o pânză roșie împodobită cu pajura albă (stema Poloniei) ca stindard al Regatului Poloniei, simbol al autorității regale utilizat la încoronări și în bătălie.
În anii Uniunii Polono-Lituaniene (1569–1795), s-a utilizat și un stindard al Uniunii, ce combina simbolurile heraldice ale Poloniei cu cele ale Marelui Ducat al Lituaniei. Stindardul Uniunii a fost la început alb și împodobit cu armele Uniunii, adică cu modelele heraldice ale Poloniei (pajura albă) și Lituaniei (urmăritorul). Cum ambele steme erau formate din elemente albe (de argint) într-un câmp roșu, aceste două culori au început să fie utilizate pentru întregul drapel. În secolul al XVII-lea, drapelul era de regulă împărțit în două, trei sau patru benzi orizontale, adesea în coadă de rândunică, albe și roșii.

### Cocarda națională

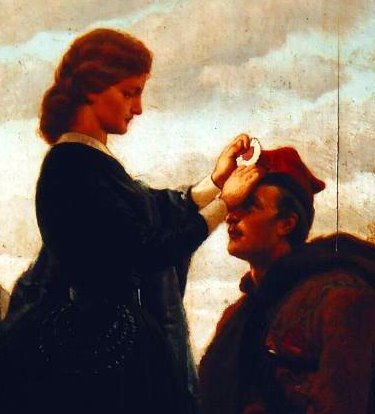
Femeie legând o cocardă alb-roșie pe chipiul pătrat rogatywka al unui insurgent polonez în timpul Revoltei din Ianuarie, 1863-1864

În secolele al XVIII-lea și al XIX-lea, țările europene foloseau cocarde, panglici înnodate în culorile naționale legate la pălărie, pentru a identifica naționalitatea soldaților. În Polonia, până în 1831, nu a existat un consens privind culorile cocardei naționale. Soldații polonezi purta cocarde albe, alb-roșii, roș-albastre, alb-albastre sau alb-roș-albastre.
Obiceiul a pătruns în Polonia din Saxonia în timpul domniei lui Augustus al II-lea (domnie 1697–1733), rege al Poloniei și elector al Saxoniei. În acea perioadă, cocarda purtată de militarii polonezi a luat, ca și în Saxonia, forma unei panglici albe de mătase înnodate la mijloc. Ulterior, ea a fost înlocuită cu o cocardă circulară pliată spre centru, după modelul cocardei Regatului Franței. În timpul domniei regelui Stanislaus Augustus (domnie 1764–1795), s-a folosit o cocardă alb-roșie pe lângă cea albă. În 1791, Comisia Militară a introdus o cruce patee de metal ca alternativă mai rezistentă la cocardă. Mulți soldați au continuat însă fie să lege crucea de cocardă, fie să poarte cocarda fără cruce. Conducătorii militari polonezi, ca și eroii naționali ai vremii, cum ar fi generalul Tadeusz Kościuszko și principele Józef Poniatowski își prindeau cocarde naționale albe de pălărie.
| Imagine indisponibilă                           |  | Imagine indisponibilă                                               |
| Legea Națională a Cocardei din 7 februarie 1831 |  | Stema polono-lituaniană în timpul Revoltei din Noiembrie, 1830–1831 |

Patrioții catolici fervenți, membri ai Confederației de la Bar din 1768–1772 au adoptat carminul – simbol al șleahtei (nobilimii) polone – și albastrul – simbolul fecioarei Maria – drept culori reprezentative. Acestea, împreună cu albul și roșul, au fost considerate culori naționale în timpul Marelui Sejm din 1788–1792. Albul și roșul au fost utilizate pentru prima oară drept culori naționale de către civili la 3 mai 1792 la Varșovia, în timpul sărbătoririi primei aniversări a adoptării Constituției din 1791. Între timp, militanții de stânga purtau cocardele roș-alb-albastre ale Revoluției Franceze. Legiunile Poloneze înființate în 1797 în republicile aflate sub control francez în Italia, au utilizat fie cocarde naționale ale respectivelor republici italiene, fie cocarda franceză. În ultimul din aceste cazuri, culorile roșu și albastru erau înlocuite cu nuanțele de carmin și, respectiv bleu marin, considerate a fi tradițional poloneze. Confederația Generală a Regatului Poloniei, care a încercat reînvierea Uniunii Polono-Lituaniene în timpul invaziei franceze a Rusiei în 1812, a adoptat cocardele roș-albastre, simbolizând unitatea Poloniei (roșu) și Lituaniei (albastru). Armata Ducatului Varșoviei, controlat de Franța (1807–1815), și cea a Regatului Polon al Congresului, controlat de Rusia (1815–1831) au utilizat cocarde albe, care au fost purtate și de cadeții care au declanșat Revolta din Noiembrie împotriva dominației rusești la 29 noiembrie 1830.
În timpul revoltei, Sejmul a realizat necesitatea unor însemne naționale unificate, care să fie utilizate de armata polonă. La 7 februarie 1831, el a adoptat albul și roșul, smalțurile (culorile) stemelor Poloniei și Lituaniei, drept cocardă națională a Poloniei. Cocarda alb-roșie a fost de atunci purtată de soldații polonezi în Revolta din Noiembrie, dar și de participanții la Revolta din Cracovia din 1846, luptătorii pentru eliberarea națională poloneză din Marele Ducat al Posenului și din Imperiul Austriac în timpul Primăverii Națiunilor din 1848, precum și de insurgenții polonezi în timpul Revoltei din Ianuarie, 1863–1864. Culorile alb și roșu au fost utilizate și de civili pentru a protesta împotriva dominației rusești, dar și de cei din Franța, Marea Britanie-Irlanda, Germania, Belgia și din alte țări în semn de simpatie cu cauza polonezilor. Hotărârea Sejmului nu a fost însă imediat acceptată de toată lumea. Politicienii de stânga ai vremii, cum ar fi Joachim Lelewel, au continuat să considere că adevăratele culori naționale sunt cele revoluționare, albastru, alb și roșu. Stindardele tricolore au fost utilizate de unele unități poloneze de gherilă în timpul Revoltei din Ianuarie.

### Secolul al XX-lea

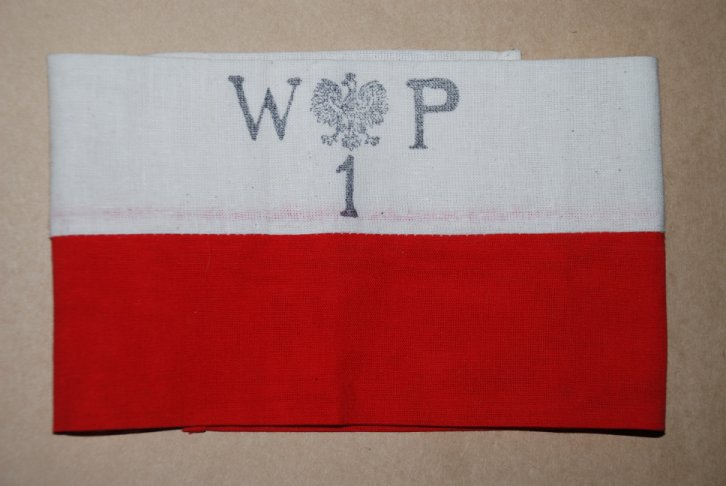
O brasardă alb-roșie purtată de un insurgent polonez în timpul Revoltei din Varșovia din 1944. Acronimul WP reprezintă Wojsko Polskie, sau Armata Poloneză.

Drapelele alb-roșii au fost fluturate pentru prima oară la o demonstrație patriotică în ziua de 3 mai 1916 în Varșovia. Comitetul de organizare a explicat participanților alinierea corectă a culorilor, cu banda albă deasupra celei roșii. Chiar și așa, mulți demonstranți au venit cu drapele ce aveau roșul deasupra. La 1 august 1919, la aproape un an după redobândirea independenței de stat a Poloniei în noiembrie 1918, Sejmul a introdus oficial bicolorul orizontal alb-roșu ca drapel național. Pentru a evita confuzia cu fanioanele maritime internaționale de semnalizare alb-roșii utilizate de piloții portuari și de șlepuri, prin aceeași lege, Sejmul a introdus o variantă de drapel cu stemă în banda albă ca pavilion naval civil și de către diplomații și consulii polonezi din străinătate.
În afara modificărilor specificațiilor legale ale nuanțelor culorilor naționale (vezi secțiunea următoare), designul drapelului polonez, inclusiv raportul de 5:8, a rămas neschimbat până astăzi. Drapelul cu stema s-a modificat doar pentru a ajusta schimbările asupra stemei. Între principalele modificări se numără modificarea stilizării pajurii de la modelul clasicist la cel baroc în 1927 și înlăturarea coroanei de pe capul pajurii în timpul regimului comunist între 1944 și 1990.

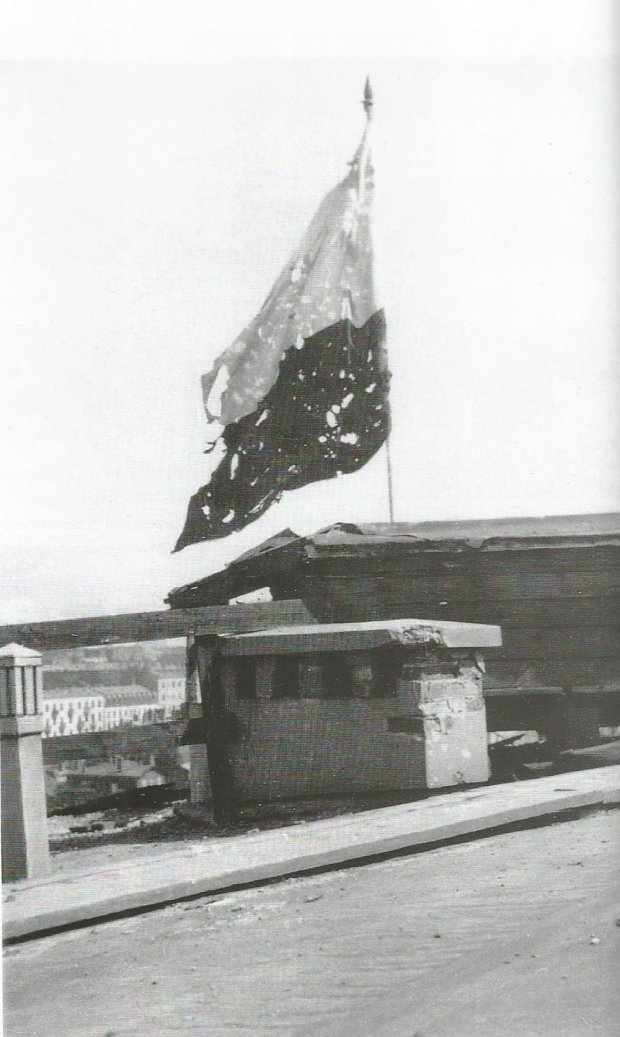
Drapel polonez găurit de gloanțe în ultimele zile ale Revoltei din Varșovia din 1944

Insurgenții polonezi din secolul al XX-lea purtau brasarde alb-roșii ce jucau același rol ca cel al cocardelor din secolele anterioare. Aceste brasarde au fost purtate de luptătorii polonezi în timpul Insurecției din Polonia Mare (1918–1919) și în timpul celor din Silezia (1919–1921), dar și în timpul celui de al Doilea Război Mondial (1939–1945) de către soldații din Armia Krajowa (AK) și din Batalioanele Țărănești (BCh) – de regulă inscripționate cu acronimul formațiunii.
În timpul celui de al Doilea Război Mondial, soldații polonezi au înălțat drapelul polonez pe locul mai multor victorii repurtate de ei. La 18 mai 1944, după victoria Aliaților împotriva forțelor germane în bătălia de la Monte Cassino, o patrulă din Regimentul 12 Podolia Uhlan (parte a Diviziei 3 Pușcași Carpați poloneze) au înălțat un drapel polonez pe ruinele mănăstirii Monte Cassino din Italia. La 1 august 1944, prima zi a Revoltei din Varșovia, un drapel alb-roșu a fost arborat pe clădirea Prudential, cea mai înaltă clădire din Varșovia de la acea vreme. În timpul eliberării Varșoviei de către forțele sovietice și de Armata Populară Poloneză la 17 ianuarie 1945, drapele polone au fost înălțate pe palatul Belvedere și pe ruinele gării orașului. La 2 mai 1945, după capturarea Berlinului, soldații Bateriei 7, Divizia 3, Regimentul 1 Artilerie Ușoară au înălțat drapele polone pe Columna Victoriei din Berlin.
Drapele poloneze au fost utilizate și de demonstranții antiguvernamentali din timpul regimului comunist. În timpul revoltelor violente de la Poznań (1956) și Gdynia (1970), demonstranții au purtat drapele naționale vizibil pătate de sânge pe banda albă.

### Nuanța de roșu
| Comparație între diferite nuanțe de roșu | Comparație între diferite nuanțe de roșu |
| ---------------------------------------- | ---------------------------------------- |
|                                          | Carmin                                   |
|                                          | Amarant                                  |
|                                          | Vermillon                                |
|                                          | Culoare oficială a Poloniei              |
|                                          | Roșu implicit în HTML                    |

Drapelul Poloniei 1919-1928

Drapelul Poloniei 1928-1980

Până în 1927, nuanțele exacte ale culorilor naționale nu erau specificate în lege. În practică, tenta folosită, în special în cazul roșului, depindea de tipul de vopsea disponibilă. În Polonia dinaintea împărțirii, carminul, datorită prețului său ridicat, era o culoare asociată celor bogați și privilegiați. Ea se obținea din coșenila poloneză, o insectă crescută domestic, deși existau și alternative de import: cârmâzul obținut din insecte din genul Kermes din bazinul Mediteranei (de unde termenul de cârmâz și, în poloneză, karmazyn) și din coșenila mexicană, după descoperirea Lumii Noi. Carminul era rezervat nobilimii și considerat simbol al aristocrației, și deci culoarea karmazyn a devenit un simbol al magnaților poloni. O interdicție regală asupra purtării acestei culori era interpretată ca o decădere a statutului nobiliar, și deci o pedeapsă; în secolul al XIV-lea, familiei Nałęcz din Polonia Mare i s-a interzis să poarte carmin din cauza complicității strămoșilor săi la asasinarea regelui Przemysł al II-lea în 1296. În prima jumătate a secolului al XIX-lea, datorită influenței modei franțuzești, carminul a fost înlocuit cu un pigment mai puțin costisitor, amarantul.
Legea Cocardei Naționale din 1831 nu specifica nuanța de roșu, fapt pentru care a fost criticată de Joachim Lelewel, și nici Legea Stemei și Culorilor Naționale din 1919. În 1921, Ministerul Afacerilor Militare a publicat o broșură cu ilustrații ale drapelului Poloniei și ale altor simboluri naționale care utilizau un roșu închis, apropiat de carmin.
Broșura nu era însă o sursă oficială normativă și a fost publicată doar în scop informativ. Nuanța de roșu a fost reglementată pentru prima oară prin decret prezidențial la 13 decembrie 1927, decret în care se stipula că nuanța oficială este vermillon. Această specificare a fost reiterată de un decret în 7 decembrie 1955. Legea Stemei din 31 ianuarie 1980 a înlocuit enunțul în limbaj natural cu coordonate tricromatice în spațiul de culoare CIE, după propunerea lui Nikodem Sobczak, expert în colorimetrie, readucând nuanța de roșu aproape de carmin.

## Drapele asociate și similare
|  |  |
|  |  |

Drapelul Marelui Ducat al Posenului, provincie autonomă majoritar poloneză a Regatului Prusiei, înființată în 1815, era un bicolor orizontal roș-alb. Culorile au fost extrase de pe stema ducatului, stemă formată din pajura neagră prusacă cu un scut interior ce conținea pajura albă poloneză. Din cauza politicii din ce în ce mai antipoloneze a Germaniei, și din cauza identificării albului și roșului drept culori naționale ale Poloniei, drapelul alb-roșu al Posenului a fost înlocuit în 1886 cu un tricolor orizontal alb-negru-alb. Nicio altă parte a Poloniei nu a folosit în anii dezmembrării un drapel care să cuprindă culorile naționale poloneze.
Astăzi, mai multe drapele utilizate în Polonia se bazează pe designul celui național. Aceasta se aplică mai ales drapelelor definite prin lege și utilizate de armată și de serviciile militarizate, cum ar fi pavilionul naval – bicolor orizontal în coadă de rândunică cu alb și roșu împodobit cu stema Poloniei pe banda albă. Drapelele unor diviziuni administrative se aseamănă și ele cu drapelul național. Astfel de exemple sunt fostul drapel al voievodatului Silezia Inferioară – bicolor orizontal alb și roșu împodobit cu stema voievodatului – sau drapelul voievodatului Polonia Mică – tricolor orizontal alb-galben-roșu, cu banda galbenă cu o lățime de două ori mai mică decât a celorlalte două.
Întrucât bicolorul orizontal este un design simplu și răspândit, iar albul și roșul sunt cele mai răspândite culori pe drapele, există numeroase alte drapele în toată lumea similare sau chiar identice cu cel al Poloniei, deși nu au nicio legătură cu el. De exemplu, drapelul istoric al Boemiei, principala regiune istorică a statului vecin de la sud, Cehia, constă din două benzi orizontale, alb deasupra și roșu dedesubt. Similar drapelului Poloniei, el este de origine heraldică, stema Boemiei fiind: în câmp roșu, un leu rampant argintiu, cu coada despicată, cu coroană și limbă de aur (adică un leu alb cu coada despicată pe un câmp roșu). Drapelul boem alb-roșu a reînceput să fie folosit când Boemia a devenit provincie a Austro-Ungariei și, după sfârșitul Primului Război Mondial în 1918, a fost pentru scurt timp utilizat ca drapel al nou-înființatei Republici Ceho-Slovace. În 1920, pentru a evita confuzia cu drapelul polonez, la drapelul cehoslovac s-a adăugat un triunghi albastru, model ce a fost utilizat până de acest stat până la dizolvarea sa în 1993, iar de atunci a devenit drapelul Cehiei.
Alte exemple de drapele ce ar putea fi confundate cu cel polonez sunt drapelele civile ale următoarelor regiuni subnaționale: Kranj, Slovenia; Turingia, Germania; Austria Superioară și Tirol, Austria; precum și orașul Honda, Columbia. Mai mult, orașul-ducal Maastricht a utilizat un design similar între 1938-1994 dar a revenit la vechiul drapel pentru a evita confuziile. Există două state independente – Indonezia și Monaco – ale căror drapele naționale sunt bicolore orizontale roș-albe, cu dispunere inversă față de drapelul Poloniei. Drapelele Principatului Monaco și al Indoneziei diferă și prin proporții și prin nuanțele culorilor.